# 20311 Ненсікартер
20311 Ненсікартер (20311 Nancycarter) — астероїд головного поясу, відкритий 31 березня 1998 року.
Тіссеранів параметр щодо Юпітера — 3,417.